# Basisensemble
Et basisensemble er en musikgruppe af varierende størrelse og besætning, men befolket af veluddannede og professionelle musikere og sangere. Ideen bag begrebet er, at lokalt funderede ensembler skal medvirke til at fremme det musikalske liv og kvaliteten af musikuddannelse i alle egne af landet.

## Historie
Begrebet eksisterer tilsyneladende ikke som defineret term i lovgivningen, men betegnelsen opstod i årene efter kommunalreformen i 1970, idet man i nogle egne i landet forsøgte at råde bod på, at statslige tilskudskroner på musikkens område udelukkende gik til de 5 symfoniske landsdelsorkestre (Sønderjyllands Symfoniorkester, Aarhus Symfoniorkester, Aalborg Symfoniorkester, Odense Symfoniorkester og Sjællands Symfoniorkester) og de 3 københavnske symfoniske orkestre (Det Kongelige Kapel, Radiosymfoniorkestret og det daværende Radiounderholdningsorkester).
Derfor søgte enkelte kommuner, en række nabokommuner eller et helt amt at skabe grundlag for drift af forskellige mindre ensembler fortrinsvis inden for den "klassiske musik". Gennem forskellige ændringer af bestemmelserne vedrørende statslige tilskud lykkedes det at oprette et mindre antal basisensembler eller omdanne og konsolidere allerede eksisterende grupper. Desuden blev spændvidden af mulige tilskudsmodtagere efterhånden udvidet til den rytmiske musik. Finansieringen af ensemblerne er delt mellem kommuner, stat og eventuelle private sponsorer.

## Aktuelle ensembler
Ifølge denne side på Kulturministeriets netsted Arkiveret 7. februar 2017 hos  Wayback Machine er disse ensembler i dag (februar 2017) berettiget til at modtage tilskud fra staten: 
- Aarhus Jazz Orchestra Aarhus Jazz Orchestra
- Ars Nova Copenhagen
- Athelas Sinfonietta Athelas Sinfonietta Copenhagen Arkiveret 6. december 2020 hos  Wayback Machine
- Concerto Copenhagen Scandinavia’s Leading Early Music Ensemble :: Concerto Copenhagen
- Ensemble MidtVest This server is operated by UnoEuro Webhosting
- Esbjerg Ensemble Esbjerg Ensemble – Chamber Music
- Randers Kammerorkester Randers Kammerorkester
- Ensemble Storstrøm Ensemble Storstrøm

Derudover har ministeriet også en rammeaftale med "H. Blum og H. Haugaard Ensemble" Arkiveret 7. februar 2017 hos  Wayback Machine.
Tidligere fandtes også Det Jyske Ensemble, som nu er nedlagt.